# Wohnplatz von Schipluiden
Der 150 m × 50 m messende Wohnplatz von Schipluiden in den Harnaschpoldern der Gemeinde Midden-Delfland liegt auf einer Düne in der ehemaligen Küstenlandschaft der Niederlande. 
Das 2003 ausgegrabene Schipluiden präsentiert die letzte Phase (3600–3300 v. Chr.) der mesolithischen Swifterbant-Kultur in der Provinz Zuid-Holland. Die Swifterbant-Kultur ist auch in Bergschenhoek, Brandwijk-Kerkhof, Hazendonk,  Schokkerhaven und Swifterbant in Form kleiner Wohnplätze auf den Dünen belegt.
Die vier oder fünf Haushalte, die in Schipluiden ständige Wohnsitze waren,  nutzten ein breites Nahrungsspektrum, das von der Ausbeutung der umliegenden Feuchtgebiete über die schwer quantifizierbare Viehhaltung, den Getreideanbau und die Jagd auf Rotwild, Vögel (insbesondere Enten) und Wildschweine sowie den Fischfang reichte. Die Isotopenanalyse menschlicher Knochen stellte Süßwasserfische als wesentlichsten Bestandteil der Ernährung fest. Der Platz war eingehegt vermutlich, um das zertrampeln der Kulturpflanzen durch die Haustiere zu verhindern. In Bezug auf die Beschaffung von Feuerstein und anderen, vor Ort nicht verfügbaren Materialien, unterhielten die Bewohner Kontakte mit dem Süden und Osten, weniger mit dem Norden. 
Schipluiden bietet auch Einblicke in die Bestattung der Verstorbenen und die Verbreitung von menschlichem Knochenmaterial. Dazu gehört auch die Tötung und Deponierung von geköpften Hunden und die von drei Rindern in einer Grube. Allgegenwärtig waren die Knochen von Seeadlern, die möglicherweise wegen der Federn gejagt wurden. Es entsteht der Eindruck einer ökonomisch und rituell teilweise jungsteinzeitlichen Gesellschaft, die sich 1500 Jahre nach dem Auftreten der ersten Bauern in der Region in gewisser Weise angepasst hatte. Wie es scheint ist die Neolithisierung der Jäger und Sammler der westlichen Niederlanden gekennzeichnet durch die sehr langsame Übernahme von ausgewählten Praktiken der benachbarten landwirtschaftlichen Gesellschaft, die in das Gezeitenareal der nördlicheren Niederlande nicht vordrang, weil die Bedingungen dort zu extrem waren, was das Überleben der Swifterbantleute ermöglichte. 